# Districte de Cholet
El Districte de Cholet és un dels quatre districtes amb què es divideix el departament francès del Maine i Loira, a la regió del País del Loira. Té 9 cantons i 78 municipis. El cap del districte és la sotsprefectura de Cholet.

## Cantons
cantó de Beaupréau - cantó de Champtoceaux - cantó de Chemillé-Melay - cantó de Cholet-1 - cantó de Cholet-2 - cantó de Cholet-3 - cantó de Montfaucon-Montigné - cantó de Montrevault - cantó de Saint-Florent-le-Vieil